# Bathyglycinde longisetosa
Bathyglycinde longisetosa är en ringmaskart som beskrevs av Levenstein 1975. Bathyglycinde longisetosa ingår i släktet Bathyglycinde och familjen Goniadidae. Inga underarter finns listade i Catalogue of Life.